# Badakhxanita-(Y)
La badakhxanita-(Y) és un mineral de la classe dels silicats. Rep el nom de l'òblast de Gorno-Badakhshan, al Tadjikistan, que inclou la localitat tipus.

## Característiques
La badakhxanita-(Y) és un silicat de fórmula química Y₂Mn₄Al(Si₂B₇BeO24). Va ser aprovada com a espècie vàlida per l'Associació Mineralògica Internacional l'any 2018, sent publicada per primera vegada el 2020. Cristal·litza en el sistema ortoròmbic. La seva duresa a l'escala de Mohs es troba entre 6,5 i 7. És una espècie relacionada amb la perettiïta-(Y) de la qual és l’anàleg amb AlBe.
L'exemplar que va servir per a determinar l'espècie, el que es coneix com a material tipus, es troba conservat a les col·leccions del Museu Mineralògic Fersmann, de l'Acadèmia de Ciències de Rússia, a Moscou (Rússia), amb el número de registre: 5235/1.

## Formació i jaciments
Va ser descoberta a la pegmatita Dorozhnyi, a Murghob (Gorno-Badakhxan, Tadjikistan), on es troba en forma de cristalls simples i columnars de 50 a 400 μm de longitud, com a inclusions es spessartina i turmalina. Es tracta de l'únic indret de tot el planeta on ha estat descrita aquesta espècie mineral.